# ألان ويد
آلان ويد (17 مايو 1881 -12 يوليو 1955) كان ممثل ومخرج مسرحي وكاتب.

## حياة سابقة
ألان ويد هو ابن القس ستيفن ويد من بسكستل في كورنوال وتلقى تعليمه في مدرسة بلونديل في تيفرتون. في عام 1904 ظهر على المسرح كعضو في شركة إف آر بينسون، وفي عام 1906 أصبح سكرتير ومساعد وقارئ مسرحيات لجرانفيل باركر، الذي بقي معه حتى عام 1915.

## في وقت لاحق المهنة والكتابة.
على الرغم من أن ويد استمر في التمثيل من حين لآخر لسنوات عديدة، إلا أن اهتماماته المسرحية انتقلت تدريجيا نحو الاتجاه. أنتج 14 مسرحية لجمعية إنكوربوريتد ستيج وتقريباً جميع إحياء جمعية فينيكس (1919) ، والتي كان واحداً من أربعة أعضاء.ترجم مسرحيات جان جيرودو وكوكتو إلى الإنجليزية.

في وقت فراغه ، شكل ويد مجموعات واسعة من الأعمال والقطع الهاربة لكتابه الأحياء المفضلين ويليام بتلر ييتس ،هنري جيمس، جوزيف كونراد وماكس بيربوم،يطاردون مساهماتهم المجهولة للدوريات وينسخونها باليد في المتحف البريطاني. في عام 1948 قام بتحرير نقد جيمس المثير غير المعروف آنذاك باسم «الفن الخلاب»، الذي نشره روبرت هارت ديفيس في عام 1950، مع مقدمة من ليون إيديل.
كان ويد صديقا لييتس، وفي عام 1908 ظهر ببليوغرافيا مؤقتة له في الطبعة التي جمعها بولين من أعمال ييتس ؛ في وقت لاحق نشر الببليوغرافيا القياسية. ذهب لجمع وتحرير وشرح رسائل دبليو بي ييتس (1954) وفي وقت وفاته كان متقدما جدا في جمع وتحرير رسائل أوسكار وايلد.
توفي ويد فجأة في 12 يوليو 1955 عن عمر يناهز 74 عامًا ، تاركًا الأرملة مارغو التي تزوجها عام 1933.

## المنشورات

### وشملت منشورات ويد ما يلي:
- ببليوغرافيا من كتابات ويليام بتلر ييتس ؛ لندن:1951 (الطبعة الثالثة المنقحة والمحررة من قبل راسل K. Alspach ؛ 1968; (ردمك 0-246-64138-X)
- ذكريات مسرح لندن ، 1900-1914 ؛ لندن: جمعية أبحاث المسرح ، 1983 ؛ ردمك 0-85430-037-6 (كتاب).
- المسرح الفني. ملاحظات على التمثيل والدراما 1872-1901 ؛ 1948 ؛ نيو برونزويك، مطبعة جامعة روتجرز ؛ رقم OCLC 24268403.
- ب. ييتس: 1954 ؛ من تحرير ألان ويد ؛ لندن: هارت -ديفيس ؛ صفحة 2328486.

#### وتشمل المنشورات ذات اللصلة ما يلي:
- WB ييتس:ببليوغرافيا سرية للنقد بما في ذلك إضافات إلى ببليوغرافيا ألان ويد لكتابات ويليام بي ييتس وقسم عن النهضة الأدبية والدرامية الأيرلندية؛ ك. ب. س جوخوم ؛ فولكستون: داوسون، 1978 ؛ رقم الكتاب المعياري الدولي 0-7129-0862-5.
- مراجعة المسرح الفصلية: سلسلة جديدة: شتاء 1955 ، العدد 39.